# Monsieur Julien
Pour plus de détails, voir Fiche technique et Distribution.
Monsieur Julien est un téléfilm français réalisé par Patrick Volson, diffusé le 15 mai 2010 sur France 3.

## Fiche technique
- Titre original : Monsieur Julien
- Réalisateur : Patrick Volson
- Scénariste : Nicole Jamet et Pierre-Jean Rey
- Musique du film : Alex Jaffray	et Gilles Lakoste
- Directeur de la photographie : Jonny Semeco
- Société de production : FR3
- Pays d'origine : France
- Genre : Thriller
- Durée : 90 minutes
- Date de diffusion : 15 mai 2010 sur France 3

## Distribution
- Christian Rauth : Monsieur Julien
- Sonia Amori : Nadia
- Christiane Millet : Elisabeth
- Élisabeth Commelin : Marie
- Valérie Sibilia : Catherine
- Cécile Rebboah : Cindy
- Maëva Pasquali : Rita
- Vladimir Perrin : Olivier